# 富士親時
富士 親時（ふじ ちかとき　生没年不詳）は、室町時代の富士山本宮浅間大社大宮司で、富士氏当主。

## 略歴

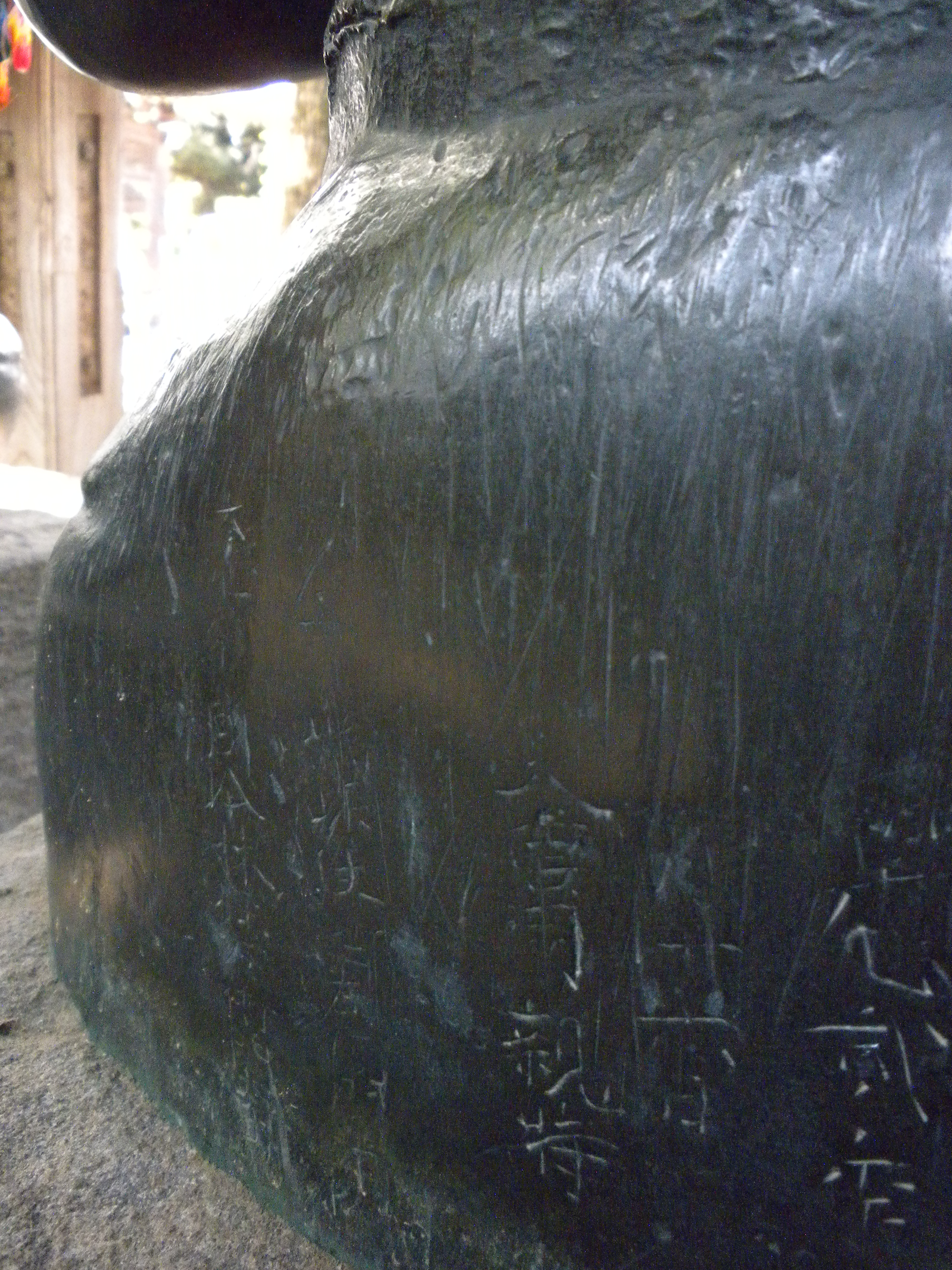
明応2年（1493年）十一面観音像の銘
大宮司親時の部分が見える

富士忠時の子である。文正元年（1466年）の「足利義政御内書」で富士忠時から富士親時への大宮司職の移動を伝えられており、このとき浅間大社の大宮司職に就いている。またその後親時は明応6年（1497年）に、浅間大社の物忌令を発給している。
富士大宮司は富士山の祭祀を司る身であるが、親時は富士山への仏像類の奉納を繰り返した。文明10年（1478年）に父忠時と共に富士山頂の大日堂に仏像を奉納し、明応2年（1493年）5月16日には十一面観音像を富士山頂東賽ノ河原に奉納していることが確認されている。銘文には「檀那富士大宮司親時」とある。この十一面観音像については『甲斐国志』にも記述が残り、『甲斐国志』巻三十五には「東ノ斉ノ河原ト云十一面観音ノ鉄像アリ（中略）檀那富士大宮司親時（中略）明応二年（癸丑）五月十六日…」とある。

## 参考資料
- 大石泰史「十五世紀後半の大宮司富士家」『戦国史研究』第60号、戦国史研究会、2010年。
- 宮地直一『浅間神社の歴史』古今書院、1929年。
- 富士宮市教育委員会『元富士大宮司館跡』2000年。